# Danny Langsdorf
Daniel Edward Langsdorf (Fargo, Észak-Dakota, 1972. június 28. –) amerikai amerikaifutball-játékos és -edző, 2025-től az Oregon State Beavers támadójáték-minőségi elemzője.

## Fiatalkora
Az Oregon állambeli McMinnville-ben nőtt fel, a helyi középiskolában érettségizett. 1991 és 1993 között a Boise-i Állami Egyetemre járt; másodévesként elnyerte a Big Sky Conference All-Academic elismerését. 1994–1995-ben a Linfield Egyetemre járt; az amerikaifutball-csapat játékosaként edzője édesapja, Ed Langsdorf volt. 24 touchdownjával 1994-ben elnyerte az All-Northwest Conference elismerést. 1994. november 12-én 493 yard (451 méter) hosszú passzával iskolai rekordot döntött. Utolsó évében többször lesérült. 1995-ben edzéstudományi szakon szerzett diplomát.

## Németországban
Az 1996-os szezonban a plattlingi Deggendorf Black Hawks quarterbackjeként játszott.

## Edzőként
1996-ban a Cal Lutheran Kingsmen helyettese, 1997–1998-ban pedig az Oregon State Beavers tight endjeinek edzője volt. Az 1999-es szezont az Edmonton Eskimos wide receivereinek, a 2000-est és 20001-est pedig quarterbackjeinek edzőjeként, illetve támadókoordinátoraként töltötte. 2002-ben a New Orleans Saints támadókoordinátora, 2003–2004-ben speciális csapatának edzője volt.
2005-ben támadókoordinátorként visszatért a Beavershöz, majd 2014. január 24-én a New York Giants quarterbackjeinek edzője lett. 2015. január 15-én a Nebraska Cornhuskers, 2018-ban pedig az Oregon Ducks támadókoordinátorának nevezték ki. 2019-ben a Fresno State Bulldogs quarterbackjeinek edzője volt. 2020. január 9-én Marcus Arroyo, a Ducks egykori támadókoordinátora a UNLV Rebels passzkoordinátorává nevezte ki. Március 4-én a Colorado Buffaloeshoz távozott.
2022 januárjában a Temple Owls támadókoordinátora lett, majd 2025-ben visszatért a Beavershöz.

## Családja
Felesége Michele Bertrand, a Linfield Wildcats egykori softballjátékosa.
2007 májusában egyik veséjét felajánlotta kollégája, Mike Cavanaugh feleségének, Laurie Cavanaugh-nak.

## Fordítás
- Ez a szócikk részben vagy egészben  a   Danny Langsdorf című angol Wikipédia-szócikk ezen változatának fordításán alapul.  Az eredeti cikk szerkesztőit annak laptörténete sorolja fel. Ez a jelzés csupán a megfogalmazás eredetét és a szerzői jogokat jelzi, nem szolgál a cikkben szereplő információk forrásmegjelöléseként.